# Stylista
Stylista là một chương trình truyền hình thực tế Mỹ xoay quanh đề tài Thời trang và Báo chí, lần đầu tiên ra mắt trên sóng truyền hình vào ngày 22 tháng 10 năm 2008, trên hệ thống truyền hình cáp The CW. Chương trình do Warner Horizon Television và Tyra Banks phối hợp sản xuất, đây cũng là một sản phẩm mang thương hiệu Bankable Productions của Tyra. Loạt chương trình này không được làm tiếp phần mới.
Johanna là người chiến thắng. Phần thưởng cô nhận được bao gồm chức danh biên tập viên tại tạp chí thời trang Elle, một chỗ ở tại Manhattan, phí mua sắm quần áo của thương hiệu H&M trong suốt năm trị giá $100.000.

## Thứ tự bị loại
| Hạng | Thí sinh | Tập    | Tập    | Tập   | Tập     | Tập    | Tập    | Tập    | Tập  | Tập  | Tập |
| Hạng | Thí sinh | 1      | 2      | 3     | 4       | 5      | 7      | 8      | 9    | 9    |     |
| ---- | -------- | ------ | ------ | ----- | ------- | ------ | ------ | ------ | ---- | ---- | --- |
| 1    | Johanna  | CTHẮNG | KÉM    | AT[r] | KÉM     | KÉM[r] | TỐT    | TỐT    | AT   | TỐT  |     |
| 2    | DyShaun  | TỐT    | KÉM    | AT    | KÉM     | TỐT    | TỐT[r] | KÉM    | AT   | LOẠI |     |
| 3    | Megan    | KÉM    | KÉM[r] | AT    | TỐT     | TỐT[r] | TỐT    | TỐT[r] | LOẠI |      |     |
| 4    | Ashlie   | TỐT[r] | AT     | KÉM   | TỐT     | TỐT    | KÉM    | LOẠI   |      |      |     |
| 5    | Kate     | AT     | AT     | KÉM   | TỐT     | KÉM    | LOẠI   |        |      |      |     |
| 6    | Danielle | KÉM    | TỐT    | TỐT   | TỐT     | LOẠI   |        |        |      |      |     |
| 7    | Devin    | AT     | AT     | TỐT   | LOẠI[r] |        |        |        |      |      |     |
| 7    | William  | AT     | TỐT    | TỐT   | LOẠI    |        |        |        |      |      |     |
| 9    | Cologne  | TỐT    | TỐT    | LOẠI  |         |        |        |        |      |      |     |
| 10   | Jason    | AT     | LOẠI   |       |         |        |        |        |      |      |     |
| 11   | Arnaldo  | LOẠI   |        |       |         |        |        |        |      |      |     |

^[r]  Thí sinh chiến thắng thử thách
     Người chiến thắng chung cuộc của Stylista
     Thí sinh chiến thắng thử thách biên tập tạp chí
     Thí sinh lạc nhóm nhưng không bị loại
     Thí sinh nhóm không an toàn
     Thí sinh bị loại
Ghi chú
- Tập 6 tổng kết những khoảnh khắc đáng nhớ